# Пјетрасанта
Пјетрасанта (итал. Pietrasanta) је насеље у Италији у округу Лука, региону Тоскана.
Према процени из 2011. у насељу је живело 18897 становника. Насеље се налази на надморској висини од 2 м.

## Становништво
Према резултатима пописа становништва 2011. у општини је живело 24.179 становника.
| 1931.  | 1936.  | 1951.  | 1961.  | 1971.  | 1981.  | 1991.  | 2001.  | 2011.  |
| ------ | ------ | ------ | ------ | ------ | ------ | ------ | ------ | ------ |
| 21.027 | 21.382 | 21.812 | 24.179 | 25.314 | 25.384 | 24.817 | 24.409 | 24.179 |

## Партнерски градови
- Гренцах-Вилен
- Écaussinnes
- Вилпаризи
- Здуњска Вола
- Монтгомери
- Уцуномија
- Linköping Municipality